# Lijst van oudste vrouwen van België
Dit is een lijst van oudste vrouwen van België.

## Naar opvolging
(overleden vanaf 1997)
| Naam                                                          | Leeftijd              | Geboortedatum     | Overlijdensdatum (indien overleden) |
| ------------------------------------------------------------- | --------------------- | ----------------- | ----------------------------------- |
| Maria Irma Casteur-Vanderhaegen                               | 110 jaar, 138 dagen   | 26 juni 1887      | 11 november 1997                    |
| Catharina Virginia Ververs-Kestens                            | 110 jaar, 89 dagen    | 27 oktober 1888   | 24 januari 1999                     |
| Marie-Louise Alice De Ruyver                                  | 110 jaar, 32 dagen    | 10 februari 1889  | 14 maart 1999                       |
| Joanna Catharina Deroover-Turcksin                            | 112 jaar, 186 dagen   | 3 juni 1890       | 6 december 2002                     |
| Anne Vandermersch-Adam                                        | 110 jaar, 298 dagen   | 14 december 1892  | 8 oktober 2003                      |
| Victoire Ricaille                                             | 109 jaar, 111 dagen   | 6 mei 1895        | 25 augustus 2004                    |
| Maria Ludovica Arnou-Verkeyn                                  | 109 jaar, 264 dagen   | 10 april 1896     | 30 december 2005                    |
| Maria Louisa Martha Annaert                                   | 108 jaar, 301 dagen   | 16 mei 1897       | 13 maart 2006                       |
| Irma Van de Voorde-Notteboom                                  | 109 jaar, 289 dagen   | 2 november 1897   | 18 augustus 2007                    |
| Marcelle Droogmans                                            | 109 jaar, 137 dagen   | 30 augustus 1898  | 14 januari 2008                     |
| Romanie Charlotte Debruyne-Pollet                             | 110 jaar, 300 dagen   | 21 december 1898  | 17 oktober 2009                     |
| Bernardina (Berthe) Cornelia Achille De Visscher-Van Dommelen | 111 jaar, 32 dagen    | 15 maart 1899     | 16 april 2010                       |
| Gabriëlle Marie Julie Gerniers-Demets                         | 110 jaar, 248 dagen   | 26 augustus 1899  | 1 mei 2010                          |
| Adrienne Julie Halbardier-Gavroy-Ledent                       | 111 jaar, 192 dagen   | 13 december 1899  | 23 juni 2011                        |
| Germaine Maria Degueldre-Degueldre                            | 111 jaar, 228 dagen   | 26 september 1900 | 11 mei 2012                         |
| Fanny Félicie Florentine Pardon-Godin                         | 112 jaar, 103 dagen   | 27 mei 1902       | 7 september 2014                    |
| Anna Verhaeghe-De Guchtenaere                                 | 110 jaar, 361 dagen   | 10 april 1904     | 6 april 2015                        |
| Marie Anne Ghislaine Joséphine de Sousberghe                  | 111 jaar, 97 dagen    | 7 november 1904   | 12 februari 2016                    |
| Alicia Van den Berghe-Corveleyn                               | 112 jaar, 23 dagen    | 8 januari 1905    | 31 januari 2017                     |
| Fernande Marie Albertine Everaert-De Raeve                    | 111 jaar, 3 dagen     | 3 december 1906   | 6 december 2017                     |
| Madeleine Dullier                                             | 110 jaar, 355 dagen   | 30 april 1907     | 20 april 2018                       |
| Elisabeth Georgette Moens-De Proost                           | 111 jaar, 354 dagen   | 5 februari 1908   | 25 januari 2020                     |
| Marietta Joanna (Mariette) Dekens-Bouverne                    | 111 jaar, 222 dagen   | 25 december 1908  | 3 augustus 2020                     |
| Maria Julia Van Hool                                          | 111 jaar, 357 dagen   | 7 mei 1909        | 29 april 2021                       |
| Marcelle Lévaz                                                | 111 jaar, 240 dagen   | 18 maart 1911     | 13 november 2022                    |
| Magdalena Janssens                                            | 111 jaar, 186 dagen   | 16 maart 1912     | 18 september 2023                   |
| Fernande Courtoy                                              | 109 jaar, 329 dagen   | 4 juli 1914       | 28 mei 2024                         |
| Denise Waelbers                                               | 109 jaar en 177 dagen | 26 september 1915 | in leven                            |

## Oudsten ter wereld
Volgens sommige bronnen werden eind 19e en begin 20e eeuw verscheidene Belgische vrouwen beschouwd als de oudsten ter wereld:
- Marie Jeanne D'Evegroote[4] (18 oktober 1783 - 14 maart 1892), was afkomstig uit Aubel, oudste vanaf 24 oktober 1888.
- Sophie Lacompte (12 mei 1804 - 30 maart 1910), oudste vanaf 11 juli 1909, was afkomstig uit Melden (Oudenaarde), en ter gelegenheid van haar 105e verjaardag werd een prentkaart uitgebracht met daarop de vermelding "De oudste mensch van België".
- Maria Theresia Vleminckx (8 oktober 1805 - 29 oktober 1913), oudste vanaf 2 april 1910.
- Marie Louise Van Hoorebeeck (12 december 1833 - 3 december 1939), oudste vanaf 10 december 1936 (inmiddels achterhaald door de ontdekkingen van resp. Rachel Swain en Mary Davey van het Verenigd Koninkrijk, die ouder geweest blijken te zijn).